# Preterismo
El preterismo es una variación de la escatología cristiana que mantiene que algunas o todas las profecías bíblicas concernientes a los Últimos Días (o Tiempos Finales) se refieren a eventos que en realidad ocurrieron durante el primer siglo luego del nacimiento de Cristo. El término preterismo viene del latín praeter, que significa "pasado". Los adherentes al Preterismo usualmente se conocen como "Preteristas". Las dos principales escuelas de interpretación Preterista comúnmente son denominados como Preterismo Parcial y Preterismo Total.
Existe un desacuerdo sustancial sobre los términos usados para denotar estas divisiones de interpretación Preterista. Algunos Preteristas Parciales prefieren denominar su posición como Preterismo Ortodoxo, para así contrastar su sometimiento a los credos del Consejo Ecuménico contra lo que perciben como un desprecio de parte de los Preteristas Totales. El Preterismo Parcial también se denomina como Preterismo Clásico o Preterismo Moderado. Algunos Preteristas Totales prefieren denominar su postura como Preterismo Consistente, reflejando la extensión del Preterismo a todas las profecías Bíblicas y sugiriendo así una inconsistencia en la hermenéutica del Preterista Parcial. Las etiquetas correctas de las posturas en relación con cada una es un asunto de acalorada disputa entre los Preteristas Parciales y Preteristas Totales quienes rechazarían aquellas etiquetas y argumentarían por otros, más notablemente, cuál de las posturas tiene derecho de ser llamado simplemente como "preterismo".
Las subvariaciones del Preterismo incluyen una modalidad del Preterismo Parcial que coloca el cumplimiento de algunos pasajes escatológicos durante los tres primeros siglos de la era actual, culminando en la caída de Roma. Además, ciertos enunciados del liberalismo teológico clásico a veces son confundidos con el Preterismo, ya que esta última postura sostiene que los hechos Bíblicos certeramente refleja la creencia de Jesús y los Apóstoles' de que todas las profecías habían de cumplirse durante esa generación. El liberalismo teológico, sin embargo, generalmente considera estas expectativas apocalípticas como erradas o decepcionantes, y por tanto no es estrictamente correcto clasificar esta visión como una modalidad del Preterismo.

## Preterismo Parcial
El Preterismo Parcial, el más antiguo de las dos posturas, sostiene que profecías tales como la destrucción de Jerusalén, el Anticristo, la Gran Tribulación, y el advenimiento del Día del Señor como una "venida en juicio" (Juicio Final) de Cristo fueron cumplidos en el año 70 d. C. cuando el general del Imperio romano Tito saqueó a Jerusalén y destruyó el Templo Judío, colocando así un detenimiento permanente al sacrificio diario de animales. Identifica a "Babilonia la Grande" (Apocalipsis 17-18) con la ciudad pagana y antigua de Roma o Jerusalén. El Preterismo Parcial es también conocido por otros nombres: Preterismo Ortodoxo, Preterismo Histórico, Hypo-Preterismo (un término despectivo forjado y usado casi exclusivamente por un conocido sitio Preterista Total) y Preterismo Moderado.
La mayoría (aunque no todos) de los Preteristas Parciales también cree que el término Últimos Días no se refiere a los últimos días del planeta Tierra ni a los últimos días de la humanidad, sino a los últimos días del pacto Mosáico que Dios estableció exclusivamente con la nación de Israel hasta el año 70 d. C. Así como Dios venía en juicio sobre varias naciones en el Antiguo Testamento, Cristo también vino en juicio contra aquellos en Israel quienes le rechazaron. Los "últimos días", sin embargo, han de ser distinguidos de el "último día", que es considerado como aún futuro e incluye la Segunda Venida de Jesús, la Resurrección de los muertos justos e injustos físicamente desde las tumbas de igual manera a la resurrección física de Jesús, el Juicio Final, y la creación de un Nuevo Cielo y Nueva Tierra literal (y no con referencia a un pacto) libre de la maldición del pecado y la muerte que vino por la caída de Adán y Eva. Por tanto, los Preteristas Parciales están de acuerdo y conformidad con los credos histórico-ecuménicos de la Iglesia y articulan la doctrina de la resurrección sostenida por la mayoría de los Patrístas. Los Preteristas Parciales sostienen que el Nuevo Testamento predice y señala muchas "venidas" de Cristo. Contienden que la frase Segunda Venida significa una segunda en una manera similar en serie, ya que las Escrituras graban otras "venidas" incluso antes de la venida en juicio del año 70 d. C. Esto elimina el evento del año 70 d. C. como una "segunda" en cualquier serie, y mayormente una segunda en una serie en que el ministerio terrenal y físico de Cristo es el primero. Los Preteristas Parciales creen que la nueva creación viene en una progresión redentora mientras que Cristo reine en su trono celestial, subyugando a Sus enemigos, y eventualmente culminará en la destrucción de la muerte física, el "último enemigo" (1 Cor 15:20-24). Si hay siquiera algún enemigo restante, la resurrección no pudo haber ocurrido ya.
Casi todos los Preteristas Parciales sostienen el amilenialismo o el postmilenialismo. Muchos Preteristas Parciales postmileniales también son teonómicos en su visión.

## Preterismo Total
El Preterismo Total difiere del Preterismo Parcial en que creen que todas las profecías fueron cumplidas con la destrucción de Jerusalén, incluyendo la resurrección de los muertos y la Segunda Venida o Parusía de Jesús. El Preterismo Total es también conocido por varios otros nombres: Preterismo Consistente, Escatología de Pacto, Hiper-Preterismo (un término usado por los oponentes de la postura Preterista Total y considerada por Preteristas Totales como despectiva), y Pantelismo (el término "Pantelismo" viene del Griego y significa, "todas las cosas han sido cumplidas"). El Preterismo Total sostiene que la Segunda Venida de Jesús no debe ser interpretada como un regreso corporal aún futuro, sino una "presencia" manifiesta a través de la destrucción física de Jerusalén y su Templo en el año 70 d. C. por ejércitos extranjeros, de forma similar a varias descripciones en el Antiguo Testamento de Dios viniendo a destruir a otras naciones en juicio justo. El Preterismo Total también sostiene que la Resurrección de los muertos no tiene que ver con el levantamiento de cuerpos físicos, sino con la resurrección de las almas del "lugar de los muertos", conocido como el Seol (Hebreo) o Hades (Griego). Como tal, los muertos justos obtuvieron un cuerpo espiritual y sustancial para ser usado en los lugares celestiales, y los muertos injustos fueron tirados al Lago de Fuego. Algunos Preteristas Totales creen que este juicio es constante y que toma efecto durante la muerte de cada individuo (Hebreos 9:27). Los Nuevos Cielos y Nueva Tierra también son equiparados con el cumplimiento de la Ley en el año 70 d. C. y deben ser interpretados de la misma manera en que un Cristiano es considerado como una "nueva creación" cuando este viene a la fe en Cristo.

## Influencias del Preterismo en el pensamiento Cristiano
El Preterismo Parcial es generalmente considerado como una interpretación histórica-ortodoxa, ya que afirma todos los elementos de los Credos ecuménicos de la Iglesia. Sin embargo, el Preterismo Parcial no es la visión mayoritaria entre las denominaciones Norteamericanas fundadas después del siglo XVI y es usualmente opuesto, especialmente por las denominaciones que sostienen el Dispensacionalismo. Además, los Dispensacionalistas usualmente expresan preocupación de que el Preterismo Parcial lógicamente conduce a una aceptación del Preterismo Total, una preocupación que es negada por muchos Preteristas Parciales.
Aunque el Preterismo Total es visto como herético por muchos, esta condenación no es universal. Muchos de los que condenan el Preterismo Total no lo hacen solamente basados en los credos históricos de la iglesia (los cuales excluirían esta visión), sino también sobre pasajes bíblicos que interpretan como condenaciones de una visión pasada de la Resurrección o la negación de una resurrección/transformación física del cuerpo, doctrinas que muchos Cristianos (aunque no todos) creen esenciales a la fe. Los críticos del Preterismo Total señalan a la condenación de la doctrina de Himeneo y Fileto (2:17-18) por parte del Apóstol Pablo, que creen es análogo al Preterismo Total. Los adherentes al Preterismo Total, sin embargo, disputan esta aserción señalando que la condenación de Pablo fue escrita durante un tiempo en que la Resurrección era aún futura (esto es, antes del año 70 d, C.). Sus críticos responderían que mientras la Resurrección no ocurra, entonces la condenación aplica. A fin de cuentas, la discusión se basa en un desacuerdo del tiempo y la naturaleza de la Resurrección.
Más aún, los Preteristas Totales rechazan la autoridad de los Credos para condenar su postura, sosteniendo que los Credos fueron escritos por hombres falibles y no-inspirados, y que simplemente están errados en este punto y por tanto necesitan ser reformados. Como movimiento creciente, ha habido un fuerte empuje por parte del Preterismo Total para ser aceptado como otra postura escatológica Cristiana válida; sin embargo, hasta la fecha, ninguna denominación conservadora o grupo ha aceptado oficialmente esta visión como normativa, aunque varios la han condenado.

## Preterismo versus Futurismo
Como en la mayoría de las disputas teológicas, la división entre el Preterismo y su opuesto, el Futurismo, se basa sobre cómo ciertos pasajes de las Escrituras deben ser interpretados. Los Futuristas aseveran que los Preteristas han espiritualizado profecías que ven como describiendo eventos literales y visibles, mientras que los Preteristas creen que los Futuristas no toman algunos pasajes (tales como Mateo, 16:28) suficientemente literal y no ofrecen suficiente peso a las escrituras que parecen mostrar que la Iglesia del primer siglo creía que un grandioso evento escatológico ciertamente tomaría lugar durante su tiempo de vida. Muchos "enunciados temporales" en el Nuevo Testamento parecen indicar esto, por ejemplo Mat 10:23, Mat 16:27-28, Mat 24:34, Mat 26:64, y Apocalipsis 1:1-3. Los Preteristas Totales aseveran que hay pasajes que también colocan la Segunda Venida durante ese tiempo (Daniel 7:18; 12:1-7). Los Preteristas Parciales aseveran que también hay indicadores de largo plazo y metas futuristas de Consumación que incluye la completa erradicación del pecado y la restauración del planeta Tierra de su estado caído.

### Discusiones sobre el Preterismo
- Ice, Thomas, and Kenneth L. Gentry, Jr. The Great Tribulation: Past or Future? Two Evangelicals Debate the Question. Grand Rapids, MI: Kregel Publications, 1999.
- Moody, Stan. Crisis in Evangelical Scholarship: A New Look at the Second Coming of Christ. Phoenix, AZ: ACW Press, 2001.
- Newcombe, Jerry. Coming Again—But When? A Fascinating Look at the Beliefs Surrounding Christ's Return. Colorado Springs: Chariot Victor Publishing, 1999.

### Preterismo Parcial
- Adams, Jay E. 
  - The Time Is at Hand: Prophecy and the Book of Revelation. Woodruff, NC: Timeless Texts, 1996.
  - with Milton C. Fisher. The Time of the End: Daniel's Prophecy Reclaimed. Woodruff, NC: Timeless Texts, 2000.
- Bass, Ralph E., Jr. Back to the Future: A Study in the Book of Revelation. Greenville, SC: Living Hope Press, 2004.
- Bray, John L. Matthew 24 Fulfilled, Fourth Edition. Lakeland, FL: John L. Bray, 2002.
- Chilton, David. [Chilton eventually converted to Full Preterism] 
  - The Great Tribulation. Tyler, TX: Dominion Press, 1987.
  - The Days of Vengeance: An Exposition of the Book of Revelation. Tyler, TX: Dominion Press, 1987.
- Clark, David S. The Message from Patmos: A Postmillennial Commentary on the Book of Revelation. 1921. [Current edition published by Dahlonega, GA: Crown Rights Book Company, 2003.]
- DeMar, Gary. 
  - Last Days Madness: Obsession of the Modern Church, Fourth Revised Edition. Powder Springs, GA: American Vision, 1999.
  - End Times Fiction: A Biblical Consideration of the Left Behind Theology. Nashville: Thomas Nelson Publishers, 2001.
- Gentry, Kenneth L., Jr. 
  - Perilous Times: A Study in Eschatological Evil. Texarkana, AR: Covenant Media Press, 1999.
  - The Beast of Revelation, Revised Edition. Powder Springs, GA: American Vision, 2002.
- Hampden-Cook, Ernest. The Christ Has Come: The Second Advent an Event of the Past—An Appeal from Human Tradition to the Teaching of Jesus and His Apostles. 1891. [Current edition published by Xenia, OH: Truth Voice Press, 2002.]
- Holford, George Peter. The Destruction of Jerusalem: An Absolute and Irrisistible Proof of the Divine Origin of Christianity. 1805. [Current edition published by Nacogdoches, TX: Covenant Media Press, 2001.]
- Mauro, Philip. 
  - The Gospel of the Kingdom with an Examination of Modern Dispensationalism. 1927. [Current edition published by Dahlonega, GA: Crown Rights Book Company, 2002.]
  - The Hope of Israel: What Is It?. 1929. [Current edition published by Dahlonega, GA: Crown Rights Book Company, 2003.]
  - The Seventy Weeks and the Great Tribulation: A Study of the Last Two Visions of Daniel, and of the Olivet Discourse of Our Lord Jesus Christ, Revised Edition. 1944. [Current edition published by Crown Rights Book Company, 1998.]
- Ogden, Arthur M. The Avenging of the Apostles & Prophets: Commentary on Revelation. Somerset, KY: Ogden Publications, 1985.
- Olson, Carl E. Will Catholics Be "Left Behind"? A Catholic Critique of the Rapture and Today's Prophecy Preachers. San Francisco: Ignatius, 2003.
- Smith, Larry T. The Coming of the Lord, the Last Days, and the End of the World as Taught by Jesus and His Apostles. El Campo, TX: Rightly Dividing the Word, 2000.
- Sproul, R. C. The Last Days According to Jesus: When Did Jesus Say He Would Return? Grand Rapids, MI: Baker Books, 1998.
- Stuart, Moses.
  - A Commentary on the Apocalypse, Volumes One and Two. 1845. [Current edition published by Eugene, OR: Wipf and Stock Publishers, 2001.]
  - Hints on the Interpretation of Prophecy. 1842. [Current edition published by Xenia, OH: Truth Voice Publishing, 2003.]
- Terry, Milton S. 
  - Biblical Apocalyptics: A Study of the Most Notable Revelations of God and of Christ in the Canonical Scriptures. 1898. [Current edition published by Eugene, OR: Wipf and Stock Publishers, 2001.]
  - Biblical Hermeneutics: A treatise on the Interpretation of the Old and New Testament. - 1890
  - Biblical Dogmatics. 1907
- Rufat, Gilberto M.
  - El cántico profético de Moisés: Deuteronomio 32:1-47. 2022
  - La Mitología del Rapto Secreto: Una confrontación al dispensacionalismo pretribulacionista. 2017
  - La Venida del Hijo del Hombre en las Nubes: Un comentario a Mateo 24 y 25. 2021
  - La profecía de las setenta semanas de Daniel 9:24-27. 2019

### Preterismo Total
- Salazar, Javier de J. La Consumación El deseo Cumplido de Dios.  http://www.foroglobalconocimi.wix.com/fgcp
- Birks, Kelly Nelson. The Comings of Christ: A Reformed and Preterist Analogy of the 70th Week of the Prophet Daniel. 1st Books, 2002.
- Evans, John S. The Four Kingdoms of Daniel: A Defense of the "Roman" Sequence with AD 70 Fulfillment. Xulon Press, 2004.
- Fenley, Ward. The Second Coming of Jesus Christ Already Happened. Sacramento: Kingdom of Sovereign Grace, 1997.
- Frost, Samuel M. 
  - Misplaced Hope: The Origins of First and Second Century Eschatology. Colorado Springs: Bimillennial Press, 2002.
  - Exegetical Essays on the Resurrection of the Dead. Xenia, OH: TruthVoice Publishing, 2004.
- Fugett, Eric. A Personal Revelation. Today's Theophilus, 2003.
- Harding, Ian D. Taken to Heaven — in A.D. 70! A Preterist Study of the Eschatological Blessings Expected by the First Christians at the Parousia of Christ circa AD 70. Bradford, PA: International Preterist Association, Inc., 2005.
- King, Max R. 
  - The Cross and the Parousia of Christ: The Two Dimensions of One Age-Changing Eschaton. Warren, OH: Max R. King, 1987.
  - The Spirit of Prophecy. Colorado Springs: Bimillennial Press, 2002.
- Kloske, Steve, and Tom Kloske. The Second Coming: Mission Accomplished — An Alternate View to Current End-Times. St. Louis, MO: K. & K. Publishing, L.L.C., 2003.
- Leonard, J. E. 
  - Come Out of Her, My People: A Study of the Revelation to John. Arlington Heights, IL: Laudemont Press, 1991.
  - with R. C. Leonard. The Promise of His Coming: Interpreting New Testament Statements Concerning the Time of Christ's Appearance. Arlington Heights, IL: Laudemont Press, 1996.
- Leonard, R. C. With Unveiled Face: Charasmatic Christians and Fulfilled Eschatology. Arlington Heights, IL: Laudemont Press, 1993.
- Martin, Brian L. Behind the Veil of Moses: Looking Past the Shadow of the Old Covenant to Find the Substance of the New Covenant. Napa, CA: The Veil of Moses Project, 2004.
- Mills, Jessie E., Jr. 
  - Results of Fulfilled Eschatology. Bradford, PA: International Preterist Association, Inc., 2001.
  - Daniel—Fulfilled Prophecy. Bradford, PA: International Preterist Association, Inc., 2003.
  - Revelation—Survey and Research. Bradford, PA: International Preterist Association, Inc., 2003.
  - First Corinthians Fulfilled. Bradford, PA: International Preterist Association, Inc., 2005.
- Noē, John. 
  - Beyond the End Times: The Rest of... The Greatest Story Ever Told. Bradford, PA: International Preterist Association, Inc., 1999.
  - Shattering the 'Left Behind' Delusión. Bradford, PA: International Preterist Association, Inc., 2000.
  - Dead in Their Tracks: Stopping the Liberal/Skeptic Attack on the Bible. Bradford, PA: International Preterist Association, Inc., 2001.
- Otto, Randal E. 
  - Coming in the Clouds: An Evangelical Case for the Invisibility of Christ at His Second Coming. Lanham, MD: University Press of America, 1994.
  - Case Dismissed: Rebutting Common Charges Against Preterism. Bradford, PA: International Preterist Association, Inc., 2000.
- Preston, Don K. 
  - Into All the World, Then Comes the End. Ardmore, OK: Don K. Preston, 1996.
  - Who Is This Babylon? An Investigation into the Identity of the Persecutor of God's People. Ardmore, OK: Don K. Preston, 1999.
  - Seal Up Vision & Prophecy: A Study of the 70 Weeks of Daniel 9. Ardmore, OK: Don K. Preston, 2003.
  - The Elements Shall Melt with Fervent Heat: A Study of 2 Peter 3. Ardmore, OK: JaDon Productions, L.L.C., 2006.
  - with John Anderson. The Last Days Identified. Ardmore, OK: Don K. Preston, 2005.
- Russell, James Stuart. The Parousia: A Critical Inquiry into the Doctrine of Our Lord's Second Coming. 1887. [Current edition published as The Parousia: The New Testament Doctrine of Christ's Second Coming by Bradford, PA: International Preterist Association, Inc., 2003]
- Simmons, Kurt M. The Consummation of the Ages: A.D. 70 and the Second Coming in the Book of Revelation. Bimillennial Preterist Association, 2003.
- Stevens, Edward E. Expectations Demand a First Century Rapture: What Did Christ Promise? What Did They Expect? Bradford, PA: International Preterist Association, Inc., 2003.

### Críticas al Preterismo
Críticas al preterismo desde una perspectiva futurista:
- Ice, Thomas, and Tim LaHaye, eds. The End Times Controversy: The Second Coming Under Attack. Eugene, OR: Harvest House Publishers, 2003.

Críticas al Preterismo total desde una perspectiva de preterismo parcial:
- Adams, Jay E. Preterism: Orthodox or Unorthodox? Stanley, NC: Timeless Texts, 2003.

- Crisler, Vern. "The Eschatological a Priori of the New Testament: A Critique of Hyper-Preterism.” Journal of Christian Reconstruction 15 (Winter 1998): 225-256.

- Gentry, Kenneth L., Jr. 	 
  - He Shall Have Dominion: A Postmillennial Eschatology, Second Edition. Tyler, TX: Institute for Christian Economics, 1997. [See Appendix C: “A Brief Theological Critique of Hyper-Preterism.”]
  - "Christ’s Resurrection and Ours." Chalcedon Report (April 2003).
  - "A Brief Theological Analysis of Hyper-Preterism".

- Mathison, Keith A. 	 
  - Postmillennialism: An Eschatology of Hope. Phillipsburg, NJ: Presbyterian and Reformed, 1999. [See Appendix C.]
  - Editor, When Shall These Things Be? A Reformed Response to Hyper-Preterism. Phillipsburg, NJ: P&R Publishing Co., 2003. [Mathison contributes one chapter to this work.]

- Seraiah, C. Jonathan. The End of All Things: A Defense of the Future. Moscow, ID: Canon Press, 1999.

- Sproul, R. C. "... in Like Manner," Tabletalk 24:12 (dic 2000): 4-7.

### Proponentes del Preterismo Parcial
- http://www.americanvision.org (Gary DeMar, American Vision; Revista Biblical Worldview y artículos diarios frecuentemente enfocados sobre la interpretación profética.)
- http://www.andrewcorbett.net/home.html Archivado el 6 de diciembre de 2006 en Wayback Machine. (Andrew Corbett; muchos artículos y grabaciones)
- https://web.archive.org/web/20061205013958/http://apocalipsis.org/preterism.htm (R. A. Taylor)
- https://web.archive.org/web/20060103045524/http://courses.coker.edu/dtrotter/contra/preterism/ (Dan Trotter; varios artículos en oposición al preterismo total y una serie en casete sobre el Preterismo Parcial)
- http://www.forerunner.com/beast/beast.html ("La Bestia de Revelación: Identificada" un DVD de dos horas y media con las enseñanzas del Dr. Kenneth Gentry sobre Apocalipsis 13)
- http://www.forerunner.com/daniel/daniel.html (Jay Rogers, "In The Days of These Kings... The Prophecy of Daniel Explained in Preterist Perspective")
- http://www.equip.org (The Christian Research Institute [CRI] no promueve ninguna postura escatológica particular, pero su presidente Hank Hanegraaff ha afirmado abiertamente que su visión es similar a los proponentes del Preterismo Parcial; también es el coautor de la serie titulada The Last Disciple, que son novelas históricas como una alternativa Preterista Parcial a la serie de novelas "Dejados Atrás" de Tim LaHaye y Jerry Jenkins.)
- http://www.kennethgentry.com (Kenneth L. Gentry, Jr.)
- http://www.mikeblume.com/prophecy.htm (Michael Blume; artículos y mp3)
- https://web.archive.org/web/20170421012143/http://postmillennialism.com/ (Jamey Bennet)
- http://www.preterism.org (Cheri Stokes)
- https://web.archive.org/web/20061120184847/http://preteristsite.com/ (Dee Dee Warren; índice de artículos comprensivos promoviendo el Preterismo Parcial y oponiendo al Preterismo Total. También contiene un comentario sobre Mateo 24 titulado It's Not the End of the World! *https://web.archive.org/web/20061120185010/http://preteristsite.com/docs/warrenend.html)
- http://www.tektonics.org (J. P. Holding, Tekton Apologetics Ministries; muchos artículos promoviendo el Preterismo Parcial y varios en oposición al Preterismo Total)
- https://web.archive.org/web/20190818112139/http://acts2.us/ (Muchos Estudios Bíblicos, enlaces y Estudios en Real Player sobre el Preterismo)

### Proponentes del Preterismo Total
www.lapalabrarevelada.com
www.escatologiarealizada.com
- http://www.foroglobalconocimi.wix.com/fgcp Por:(Javier Salazar).
- http://www.audiowebman.org (Sermones sobre el Preterismo en audio desde una perspectiva de la teología del Nuevo Pacto; sostiene la "Gracia Gratuita" soteriología).
- http://www.allthingsfulfilled.com (William Bell; estudio Bíblico por teléfono, artículos y otros medios sobre la escatología de pacto)
- https://web.archive.org/web/20061008132603/http://www.bereanbiblechurch.org/home.htm (Pastor David Curtis, Berean Bible Church)
- http://www.beyondtheendtimes.com (Ken Davies; programa de radio "Beyond The End Times")
- http://www.eschatology.com (Ward Fenley)
- http://www.eschatology.org (Don K. Preston)
- http://www.infinite-grace.com
- https://web.archive.org/web/20141217224821/http://jesusjubilee.com/ ("Fulfilled Apostolic Life", William M. Price)
- https://web.archive.org/web/20080820051925/http://www.lighthouseworldministries.com./broadcast.htm (programa de radio de John Anderson, "Voice of Reason"; com una amplia variedad de invitados quienes representan el Preterismo Total y el Parcial, y ocasionalmente algunos debates con eruditos Futuristas; productor de videos Preteristas)
- https://web.archive.org/web/20000109173447/http://members.aol.com/VFTINC/70/pretpages.htm (Vine & Fig Tree; incluye numerosas discusiones y debates entre Preteristas Parciales y Totales)
- http://www.ontimejournal.com Archivado el 5 de noviembre de 2006 en Wayback Machine. {página Preterista Total Apostólica por TK Burk)
- https://web.archive.org/web/20170916002217/http://openbibleproject.org/ (un proyecto de colaboración por wiki que busca crear una Biblia de estudio Preterista)
- http://www.pantelism.com [David G. Embury, Australia: Prêteristico = Escatología Realizada e Inclusionista = Redención Realizada]
- http://www.presence.tv (Tim King, Living Presence Ministries)
- https://web.archive.org/web/20190514004505/http://preterism.com/ (Recurso Preterista en múltiples idiomas)
- http://www.PlanetPreterist.com (blogs, columnas y artículos preteristas, dinámicos e interactivos)
- https://web.archive.org/web/20171001014744/http://www.preterism.info/ (Michael A. Fenemore)
- https://web.archive.org/web/20130121022431/http://www.preterism.us/
- https://web.archive.org/web/20190427235522/http://www.preterism-eschatology.com/ (Richard K. McPherson)
- http://www.preterist.org (Ed Stevens, International Preterist Association; recursos y medios Preteristas)
- http://www.preteristarchive.com (Todd Dennis; incluye secciones extensas para las perspectivas del Preterismo Parcial y Total, y además la Anti-Preterista, con análisis de autores y maestros proféticos actuales y pasados)
- http://www.preteristcosmos.com (David Green; extenso archivo de Preguntas y Respuestas preteristas, al igual que artículos)
- http://www.prophecyrefi.org/ (John Noē, Prophecy Reformation Institute)
- https://web.archive.org/web/20070101043315/http://www.restorationgj.com/index.htm (Tim King, Restoration Ministries)
- https://web.archive.org/web/20151012182414/http://www.talk-grace.com/ [conversación inclusivista]
- http://www.thekingdomcome.com (Roderick Edwards; "Preterista, Gracia Soberana, Cesacionismo Consistente")
- https://web.archive.org/web/20160402165303/http://www.thercm.org/ (Regnum Christi Ministries, con Samuel Frost, Michael Grace, y Jason Bradfield; entidad sin fines de lucro dedicada a las disciplinas académicas de la filosofía y la teología)
- http://www.womenbeyond.com (WomenBeyond: A New Day, A New Voice)
- https://web.archive.org/web/20180830221310/http://www.worldwithoutend.info/ (sermones en audio Preteristas desde una perspectiva de teología del Nuevo Pacto; sostiene la "Gracia Gratuita" soteriología)
- http://www.beyondtheendtimesministry.org/ Archivado el 7 de diciembre de 2006 en Wayback Machine. (Ron McRay - what survived 70 A.D.?)
- http://www.eschatologyreview.com/ Archivado el 7 de octubre de 2006 en Wayback Machine. (Ron McRay - escritos - libros - videos - entrevistas)
- http://www.graciaypaz.com (Escuela de vida y libertad con Reynaldo Estrada - LIbro Epocalipsis 70) Escatología realizada para disfrutar en Español los cumplimientos totalesm de Dios para su Iglesia actual

### Críticas al Preterismo
- http://www.5solas.org/media.php?id=555 (Brandon Kraft)
- https://web.archive.org/web/20061205013958/http://apocalipsis.org/preterism.htm
- https://web.archive.org/web/20060612225530/http://www.christiancourier.com/feature/august99.htm
- http://www.endtimepilgrim.org/preterism.htm ("The Preterism Deception" - End-Time Pilgrim)
- http://www.prca.org/standard_bearer/volume75/1999feb15.html#Editorial
- http://www.thingstocome.org (Rusty Entrekin)
- https://web.archive.org/web/20100105103320/http://www.totareformanda.org/
- https://web.archive.org/web/20060212022740/http://www.whiteroseofsharon.com/pan.html (Sharon Bevelry)
- https://web.archive.org/web/20061120184952/http://preteristsite.com/wordpress/ (Dee Dee Warren)
- https://web.archive.org/web/20120712035838/http://www.biblicaluniversalist.com/ARealityCheckForPantelists.html (A Reality Check for Preterists and Pantelists)

- Datos: Q691393